# Luigi Moretti (Althistoriker)
Luigi Moretti (* 27. September 1922 in Rom; † 8. August 1991 ebenda) war ein italienischer Althistoriker und Epigraphiker.
Moretti studierte an der Universität Rom, wo er 1944 promoviert wurde. Er war ein Schüler von Gaetano De Sanctis, den er seit 1948 als Assistent viele Jahre lang am Lehrstuhl für griechische Geschichte der Universität Rom unterstützte. Von 1964 an war er Professor für Alte Geschichte zunächst in Palermo (1964–1966), dann in Bari (1966–1971), anschließend Professor für griechische Epigraphik an der Universität Neapel (1971–1973) und ab 1973 an der Universität Rom.
Seit 1947 war Moretti auch am Istituto della Enciclopedia Italiana in Rom tätig, wo er an verschiedenen Appendices der Enciclopedia Italiana mitarbeitete, anschließend war er Redakteur für die Stichworte zum Klassischen Altertum im Dizionario enciclopedico italiano, arbeitete am Lessico universale italiano mit, dessen Supplemento er 1985/86 herausgab, und von 1986 bis 1991 gab er das Dizionario enciclopedico La Piccola Treccani heraus.
1971 wurde er korrespondierendes Mitglied der Pontificia Accademia Romana di Archeologia, 1981 ordentliches Mitglied und 1983 deren Sekretär.
Seine Söhne sind der Filmregisseur Nanni Moretti, in dessen Filmen Luigi Moretti kleinere Rollen übernahm, und der  Literaturwissenschaftler Franco Moretti.

## Veröffentlichungen (Auswahl)
- Iscrizioni agonistiche greche. 1953
- Olympionikai, i vincitori negli antichi agoni olimpici. In: Memorie della Accademia Nazionale dei Lincei, Classe di Scienze Morali, Storiche e Filologiche 8, 8, 2 (1957), S. 57–198.
- Ricerche sulle leghe greche. 1962.
- Iscrizioni storiche ellenistiche. 2 Bände, 1967–1976
- Inscriptiones Graecae Urbis Romae. 4 Bände, 1967–1990.
- Supplemento al catalogo degli Olympionikai. In: Klio 52 (1970), S. 295–303.
- Nuovo supplemento al catalogo degli Olympionikai. In: Miscellanea greca e romana 12 = Studi pubblicati dall’Istituto italiano per la storia antica 39 (1987), S. 67–91.
- Tra epigrafia e storia. Quasar, Rom 1990, ISBN 88-7140-009-7 (Aufsatzsammlung, darin S. 11–15 vollständiges Schriftenverzeichnis).